# كيفن أنتوني
كيفن أنتوني (بالإنجليزية: Kevin Cash) هو لاعب كرة قاعدة أمريكي، ولد في 6 ديسمبر 1977 في تامبا في الولايات المتحدة.

## وصلات خارجية
- كيفن أنتوني على موقع دوري كرة القاعدة الرئيسي (الإنجليزية)
- كيفن أنتوني على موقعبيزبول رفرنس.كوم (الدوري الرئيسي) (الإنجليزية)
- كيفن أنتوني على موقعبيزبول رفرنس.كوم (الدوري الثانوي) (الإنجليزية)
- كيفن أنتوني على موقع إي إس بي إن.كوم (أم.أل.بي) (الإنجليزية)
- كيفن أنتوني على موقع مشجعي الرسوم البيانية (الإنجليزية)